# Strobilanthes slamatensis
Strobilanthes slamatensis är en akantusväxtart som beskrevs av Cornelis Eliza Bertus Bremekamp. Strobilanthes slamatensis ingår i släktet Strobilanthes och familjen akantusväxter. Inga underarter finns listade i Catalogue of Life.